# Nati nel 1986/Febbraio
| Questa pagina contiene informazioni ricavate automaticamente dalle voci biografiche con l'ausilio del template Bio e di un bot. L'aggiornamento è periodico e automatico e ricostruisce completamente la pagina. Se manca una persona in questa lista, sei pregato di non aggiungerla, ma accertati piuttosto che la sua voce biografica contenga il template Bio e che i dati anagrafici siano correttamente compilati. Se il template Bio manca, inseriscilo tu stesso o, in alternativa, metti l'avviso {{tmp\|Bio}} che ne segnala la mancanza. Se i dati riportati sono sbagliati, correggi direttamente la voce biografica; le modifiche saranno visibili in questa lista entro pochi giorni. Per chiarimenti vedi il progetto biografie. La lista contiene solo le 467 persone che sono citate nell'enciclopedia e per le quali è stato implementato correttamente il template Bio. Pagina aggiornata al 18 ago 2025. |

- 1º febbraio - Christopher Abbott, attore statunitense
- 1º febbraio - Jorrit Bergsma, pattinatore di velocità su ghiaccio olandese
- 1º febbraio - Guillaume Brenner, ex calciatore francese
- 1º febbraio - Lauren Conrad, personaggio televisivo, scrittrice e stilista statunitense
- 1º febbraio - Andrea Costa, allenatore di calcio e ex calciatore italiano
- 1º febbraio - Justin Deeley, modello e attore statunitense
- 1º febbraio - Robert Kulawick, cestista tedesco
- 1º febbraio - Carolina Nordh, ex sciatrice alpina svedese
- 1º febbraio - Mathis Olimb, hockeista su ghiaccio norvegese
- 1º febbraio - Alberto Ramírez Torres, ex calciatore messicano
- 1º febbraio - Johan Vonlanthen, allenatore di calcio e ex calciatore colombiano
- 1º febbraio - Ïlʹya Vorotnïkov, calciatore kazako
- 1º febbraio - Jesper Westerberg, ex calciatore svedese
- 1º febbraio - Rutger Worm, ex calciatore olandese
- 2 febbraio - Gemma Arterton, attrice britannica
- 2 febbraio - Lara Barbieri, calciatrice italiana
- 2 febbraio - Tomislav Bušić, calciatore croato
- 2 febbraio - Samuel Camille, ex calciatore francese
- 2 febbraio - Salvatore Esposito, attore e scrittore italiano
- 2 febbraio - Matías Garrido, ex calciatore argentino
- 2 febbraio - Anton Kavaleŭski, ex calciatore tedesco
- 2 febbraio - Agim Meto, ex calciatore albanese
- 2 febbraio - Lydia Oulmou, pallavolista algerina
- 2 febbraio - Franz Rogowski, attore tedesco
- 3 febbraio - Rémi Cusin, ex ciclista su strada francese
- 3 febbraio - James DeGale, pugile britannico
- 3 febbraio - Lucas Duda, giocatore di baseball statunitense
- 3 febbraio - David Edwards, ex calciatore gallese
- 3 febbraio - Karim Ibrahim El-Sayed, lottatore egiziano
- 3 febbraio - Alfredo González Bordón, ex calciatore argentino
- 3 febbraio - Angela Marino, ex cestista neozelandese
- 3 febbraio - Miljan Mutavdžić, ex calciatore serbo
- 3 febbraio - Anna Nazarova, lunghista russa
- 3 febbraio - Michael Rimmer, mezzofondista britannico
- 3 febbraio - Tamer Salah, calciatore palestinese
- 3 febbraio - Luca Shytaj, scacchista italiano
- 3 febbraio - Yūsuke Tanaka, ex calciatore giapponese
- 4 febbraio - Diāna Dadzīte, atleta paralimpica lettone
- 4 febbraio - Giorgi Gamq'relidze, ex cestista georgiano
- 4 febbraio - Tore Andreas Gundersen, calciatore norvegese
- 4 febbraio - Maximilian Götz, pilota automobilistico tedesco
- 4 febbraio - Christina Hengster, ex bobbista, ex discobola e ex martellista austriaca
- 4 febbraio - Ricardo Jérez, calciatore guatemalteco
- 4 febbraio - Geoffrey Jourdren, allenatore di calcio e ex calciatore francese
- 4 febbraio - Miroslav Kaluđerović, ex calciatore montenegrino
- 4 febbraio - Aleksej Kravčenko, tuffatore russo
- 4 febbraio - Aleksandr Makarenko, ex calciatore russo
- 4 febbraio - Ingimundur Níels Óskarsson, ex calciatore islandese
- 4 febbraio - Kosi Saka, ex calciatore congolese (Repubblica Democratica del Congo)
- 4 febbraio - Nicolás Sánchez, allenatore di calcio e ex calciatore argentino
- 4 febbraio - Jerome Simpson, ex giocatore di football americano statunitense
- 4 febbraio - Júlio César de Oliveira, giavellottista brasiliano
- 4 febbraio - Dinélson, ex calciatore brasiliano
- 5 febbraio - Niels Albert, dirigente sportivo, ex ciclocrossista e ciclista su strada belga
- 5 febbraio - Elizabeth Alderfer, attrice statunitense
- 5 febbraio - Brittany Allen, attrice, scrittrice e produttrice cinematografica canadese
- 5 febbraio - Márcio Azevedo, ex calciatore brasiliano
- 5 febbraio - Valentina Barzotti, politica italiana
- 5 febbraio - Andreas Beck, ex tennista tedesco
- 5 febbraio - Vedran Ćorluka, allenatore di calcio e ex calciatore croato
- 5 febbraio - Francesco Cosenza, calciatore italiano
- 5 febbraio - Marcos Díaz, calciatore argentino
- 5 febbraio - Manuel Fernandes, ex calciatore portoghese
- 5 febbraio - Gerardo Flores, ex calciatore messicano
- 5 febbraio - Kevin Gates, rapper, cantante e imprenditore statunitense
- 5 febbraio - José Carlos Herrera, velocista messicano
- 5 febbraio - Min Hyo-rin, attrice, cantante e modella sudcoreana
- 5 febbraio - Sekope Kepu, rugbista a 15 australiano
- 5 febbraio - Roger Kluge, pistard e ciclista su strada tedesco
- 5 febbraio - Janne Korpi, ex snowboarder finlandese
- 5 febbraio - Éder Lima, calciatore brasiliano
- 5 febbraio - Salvatore Mancuso, dirigente sportivo e ex ciclista su strada italiano
- 5 febbraio - Tommaso Marino, ex cestista, opinionista e youtuber italiano
- 5 febbraio - Andrea Masiello, calciatore italiano
- 5 febbraio - Ján Maslo, calciatore slovacco
- 5 febbraio - Louis Picamoles, rugbista a 15 francese
- 5 febbraio - Sebastián Pinto, ex calciatore cileno
- 5 febbraio - Madison Rayne, wrestler statunitense
- 5 febbraio - Takayuki Seto, calciatore giapponese
- 5 febbraio - Billy Sharp, calciatore inglese
- 5 febbraio - Jānis Strenga, bobbista lettone
- 5 febbraio - Carlos Villanueva Rolland, calciatore cileno
- 6 febbraio - Vincenzo Alfieri, attore, regista e sceneggiatore italiano
- 6 febbraio - Jamaal Anderson, ex giocatore di football americano statunitense
- 6 febbraio - Everard Bartlett, ex cestista neozelandese
- 6 febbraio - Adelina De Soccio, ex mezzofondista italiana
- 6 febbraio - Dane DeHaan, attore statunitense
- 6 febbraio - Tarek El Ali, calciatore libanese
- 6 febbraio - Luca Fiamenghi, attore e conduttore televisivo italiano
- 6 febbraio - Anthony Gerrard, ex calciatore inglese
- 6 febbraio - Alice Greczyn, attrice e modella statunitense
- 6 febbraio - Bruno Guarda, ex calciatore brasiliano
- 6 febbraio - Sopho Nizharadze, cantante e attrice georgiana
- 6 febbraio - Eva Nývltová, ex fondista e maratoneta ceca
- 6 febbraio - Michele Paolucci, dirigente sportivo, allenatore di calcio e ex calciatore italiano
- 6 febbraio - Nik Raivio, cestista statunitense
- 6 febbraio - Carlos Sánchez, ex calciatore colombiano
- 6 febbraio - Mathew Tait, ex rugbista a 15 britannico
- 6 febbraio - Ivo Vazgeč, ex calciatore svedese
- 6 febbraio - Yunho, cantante, cantautore e attore sudcoreano
- 7 febbraio - Ben Batt, attore inglese
- 7 febbraio - Vincent Bossou, calciatore togolese
- 7 febbraio - Stephen Colletti, attore statunitense
- 7 febbraio - James Deen, attore pornografico e regista statunitense
- 7 febbraio - T.J. Dillashaw, artista marziale misto statunitense
- 7 febbraio - Martin Fillo, calciatore ceco
- 7 febbraio - Eva Giauro, cestista italiana
- 7 febbraio - Joey Mantia, pattinatore di velocità su ghiaccio statunitense
- 7 febbraio - João Moreira, calciatore portoghese
- 7 febbraio - Michael Orozco, ex calciatore statunitense
- 7 febbraio - Dzmitryj Platonaŭ, ex calciatore bielorusso
- 7 febbraio - Miroslav Šarić, calciatore croato
- 7 febbraio - Melissa Satta, showgirl, modella e conduttrice televisiva italiana
- 7 febbraio - Carlo Sibilia, politico italiano
- 7 febbraio - Lina Stančiūtė, ex tennista lituana
- 7 febbraio - Jonny Steele, ex calciatore nordirlandese
- 7 febbraio - Marcos Tébar, ex calciatore spagnolo
- 7 febbraio - Giorgi Tsintsadze, cestista georgiano
- 7 febbraio - Pippa Wilson, velista britannica
- 8 febbraio - Eldin Adilović, ex calciatore bosniaco
- 8 febbraio - Anderson Paak, cantante, rapper e batterista statunitense
- 8 febbraio - Natasha Farinea, pallavolista brasiliana
- 8 febbraio - Anna Hutchison, attrice neozelandese
- 8 febbraio - Sanna Kämäräinen, discobola finlandese
- 8 febbraio - Jure Lalić, ex cestista croato
- 8 febbraio - Artem Sitak, ex tennista russo
- 8 febbraio - Caio Terra, artista marziale brasiliano
- 8 febbraio - Agnesa Vuthaj, modella kosovara
- 8 febbraio - Mehmet Yılmaz Ak, attore e drammaturgo turco
- 8 febbraio - Eefje de Visser, cantautrice olandese
- 9 febbraio - Kamran Ağayev, ex calciatore azero
- 9 febbraio - Adrian Banks, cestista statunitense
- 9 febbraio - Adolphe Boaoutho, calciatore francese
- 9 febbraio - Choi Jin-hyuk, attore sudcoreano
- 9 febbraio - Javi Flores, ex calciatore spagnolo
- 9 febbraio - Adel Gholami, pallavolista iraniano
- 9 febbraio - Marieke Guehrer, ex nuotatrice australiana
- 9 febbraio - Stina Lykke Petersen, calciatrice danese
- 9 febbraio - Azize Tanrıkulu, taekwondoka turca
- 9 febbraio - Ciprian Tătărușanu, ex calciatore rumeno
- 9 febbraio - Jade Xu, attrice e ex artista marziale cinese
- 9 febbraio - Raiyah bint al-Husayn, principessa giordana
- 10 febbraio - Jeff Adrien, ex cestista statunitense
- 10 febbraio - Josh Akognon, ex cestista statunitense
- 10 febbraio - Jennifer Barrientos, modella filippina
- 10 febbraio - Diogo Cunha, calciatore portoghese
- 10 febbraio - Radamel Falcao, calciatore colombiano
- 10 febbraio - Erik Friberg, ex calciatore svedese
- 10 febbraio - Rocky Fuentes, pugile filippino
- 10 febbraio - Vanessa Gonçalves, modella venezuelana
- 10 febbraio - Nahuel Guzmán, calciatore argentino
- 10 febbraio - Yui Ichikawa, attrice, cantante e modella giapponese
- 10 febbraio - Roberto Linares, calciatore cubano
- 10 febbraio - Michele Luongo, pallanuotista italiano
- 10 febbraio - Steven Paulle, ex calciatore francese
- 10 febbraio - Nina Perner, ex sciatrice alpina tedesca
- 10 febbraio - Roberto Jiménez Gago, ex calciatore spagnolo
- 10 febbraio - Vegard Haukø Sklett, ex saltatore con gli sci norvegese
- 10 febbraio - Terry Smith, cestista statunitense
- 10 febbraio - Viktor Troicki, allenatore di tennis e ex tennista serbo
- 10 febbraio - Andrew Weibrecht, ex sciatore alpino statunitense
- 11 febbraio - Mesaad Al-Hamad, calciatore qatariota
- 11 febbraio - Abu Omar al-Shishani, militare e terrorista georgiano († 2016)
- 11 febbraio - Gabriel Boric, politico cileno
- 11 febbraio - Adrien Chareyre, pilota motociclistico francese
- 11 febbraio - Cheng Ming, arciera cinese
- 11 febbraio - Akwasi Frimpong, skeletonista, ex bobbista e ex velocista ghanese
- 11 febbraio - Henrik Furebotn, ex calciatore norvegese
- 11 febbraio - Katja Jontes, pallavolista slovena
- 11 febbraio - Andrej Kerić, calciatore croato
- 11 febbraio - Kees Luijckx, ex calciatore olandese
- 11 febbraio - Boris Mahon de Monaghan, calciatore francese
- 11 febbraio - Hudson Mohawke, musicista scozzese
- 11 febbraio - Diego Rosende, ex calciatore cileno
- 11 febbraio - Francisco Silva, ex calciatore cileno
- 11 febbraio - Vitinha, calciatore portoghese
- 12 febbraio - Brandon Allen, ex giocatore di baseball statunitense
- 12 febbraio - Andrezinho, ex calciatore brasiliano
- 12 febbraio - Eric Brunner, ex calciatore statunitense
- 12 febbraio - Mario Budimir, ex calciatore croato
- 12 febbraio - Yohan Bus, calciatore francese
- 12 febbraio - Sébastien Crétinoir, calciatore francese
- 12 febbraio - Valorie Curry, attrice statunitense
- 12 febbraio - Diego Ângelo, ex calciatore brasiliano
- 12 febbraio - Elton Figueiredo, ex calciatore brasiliano
- 12 febbraio - Todd Frazier, giocatore di baseball statunitense
- 12 febbraio - Ronald Gërçaliu, calciatore albanese
- 12 febbraio - Marcel Heller, calciatore tedesco
- 12 febbraio - Marko Kopljar, ex pallamanista e allenatore di pallamano croato
- 12 febbraio - Andi Lila, ex calciatore albanese
- 12 febbraio - Chrīstos Lisgaras, calciatore greco
- 12 febbraio - Jahon Qurbonov, pugile tagiko
- 12 febbraio - Georgina Reilly, attrice e modella britannica  |NazionalitàNaturalizzato = canadese
- 12 febbraio - Albert Rodríguez, ex calciatore andorrano
- 12 febbraio - Cezary Wilk, ex calciatore polacco
- 12 febbraio - Zhang Wei, ex cestista cinese
- 12 febbraio - Zhang Yu, ex cestista cinese
- 13 febbraio - Siniša Anđelković, ex calciatore sloveno
- 13 febbraio - Joey van den Berg, ex calciatore olandese
- 13 febbraio - Hamish Bond, canottiere e ciclista su strada neozelandese
- 13 febbraio - Zachary Francis Condon, cantante, musicista e compositore statunitense
- 13 febbraio - Susan Dunklee, ex biatleta e ex fondista statunitense
- 13 febbraio - Rosalba Forciniti, judoka italiana
- 13 febbraio - Aneika Henry, ex cestista giamaicana
- 13 febbraio - Abdou Jammeh, ex calciatore gambiano
- 13 febbraio - Jayden Jaymes, ex attrice pornografica statunitense
- 13 febbraio - Aleksandr Kut'in, ex calciatore russo
- 13 febbraio - Eden Marama, ex tennista neozelandese
- 13 febbraio - Luke Moore, ex calciatore inglese
- 13 febbraio - Jamie Murray, tennista britannico
- 13 febbraio - Andy Nicholson, bassista e disc jockey britannico
- 13 febbraio - Lorenzo Orsetti, anarchico e antifascista italiano († 2019)
- 13 febbraio - Önem Pişkin, attore turco
- 13 febbraio - Elena Posevina, ginnasta russa
- 13 febbraio - Yunieski Ramírez, giocatore di beach volley e pallavolista cubano
- 13 febbraio - Aurélie Revillet, ex sciatrice alpina francese
- 13 febbraio - Clément Tainmont, ex calciatore francese
- 13 febbraio - Aqib Talib, ex giocatore di football americano statunitense
- 13 febbraio - Anton Zacharov, tuffatore ucraino
- 14 febbraio - Djamel Abdoun, ex calciatore francese
- 14 febbraio - Michael Ammermüller, pilota automobilistico tedesco
- 14 febbraio - Jan Bakelants, ex ciclista su strada belga
- 14 febbraio - Karim Bali, giocatore di calcio a 5 belga
- 14 febbraio - Diego Cháves, ex calciatore uruguaiano
- 14 febbraio - Michael Færk Christensen, ex pistard danese
- 14 febbraio - Daniel Conn, rugbista a 13 e modello australiano
- 14 febbraio - Moacir Costa da Silva, calciatore brasiliano
- 14 febbraio - Marina Cvetanović, pallavolista slovena
- 14 febbraio - Roberto Ganz, ex hockeista su ghiaccio italiano
- 14 febbraio - Gao Lin, calciatore cinese
- 14 febbraio - Vedran Gerć, ex calciatore croato
- 14 febbraio - Kang Min-soo, ex calciatore sudcoreano
- 14 febbraio - Markus Karl, calciatore tedesco
- 14 febbraio - Johannes Ludwig, slittinista tedesco
- 14 febbraio - Juliano Mineiro, ex calciatore brasiliano
- 14 febbraio - Rich Ohrnberger, giocatore di football americano statunitense
- 14 febbraio - Pará, calciatore brasiliano
- 14 febbraio - David Rodríguez Sánchez, calciatore spagnolo
- 14 febbraio - Josh Shipp, ex cestista statunitense
- 14 febbraio - Tiffany Thornton, cantante, doppiatrice e attrice statunitense
- 14 febbraio - Aschwin Wildeboer, ex nuotatore spagnolo
- 15 febbraio - Mohammed Abubakari, calciatore ghanese
- 15 febbraio - Guðjón Baldvinsson, ex calciatore islandese
- 15 febbraio - Valeri Božinov, ex calciatore bulgaro
- 15 febbraio - Johnny Cueto, giocatore di baseball dominicano
- 15 febbraio - Messay Dego, allenatore di calcio e ex calciatore israeliano
- 15 febbraio - Ivan Delić, ex calciatore montenegrino
- 15 febbraio - Nick Eversman, attore statunitense
- 15 febbraio - Martina Gabrielli, ex marciatrice italiana
- 15 febbraio - Mickey Keegan, ex wrestler statunitense
- 15 febbraio - Ami Koshimizu, attrice, doppiatrice e cantante giapponese
- 15 febbraio - Paul Kruger, ex giocatore di football americano statunitense
- 15 febbraio - Jan Mair, ex hockeista su ghiaccio italiano
- 15 febbraio - Patrick Mevoungou, ex calciatore camerunese
- 15 febbraio - Gabriel Paletta, ex calciatore argentino
- 15 febbraio - Amber Riley, attrice e cantante statunitense
- 15 febbraio - Martin Scott, ex calciatore scozzese
- 15 febbraio - Ifi Ude, cantante nigeriana
- 16 febbraio - Walter Acevedo, ex calciatore argentino
- 16 febbraio - Sandro Bloudek, allenatore di calcio e ex calciatore sloveno
- 16 febbraio - Julio César Chávez Jr., pugile messicano
- 16 febbraio - Ciprian Deac, calciatore rumeno
- 16 febbraio - Diego Godín, ex calciatore uruguaiano
- 16 febbraio - Cameron Jackson, ex attore pornografico ceco
- 16 febbraio - Sergejs Kožans, allenatore di calcio e ex calciatore lettone
- 16 febbraio - Pavel Malchárek, calciatore ceco
- 16 febbraio - Luke Romano, rugbista a 15 neozelandese
- 16 febbraio - Mauricio Sperduti, ex calciatore argentino
- 16 febbraio - Hjálmar Þórarinsson, calciatore islandese
- 16 febbraio - Shawne Williams, ex cestista statunitense
- 16 febbraio - Willian Magrão, ex calciatore brasiliano
- 16 febbraio - Nevin Yanıt, ostacolista turca
- 16 febbraio - Renger van der Zande, pilota automobilistico olandese
- 16 febbraio - Jessica von Bredow-Werndl, cavallerizza tedesca
- 17 febbraio - Metodi Ananiev, pallavolista bulgaro
- 17 febbraio - Chiara Boggiatto, ex nuotatrice italiana
- 17 febbraio - Martina Carletti, attrice italiana
- 17 febbraio - Grigorij Dobrygin, attore russo
- 17 febbraio - Delio Fernández, ex ciclista su strada spagnolo
- 17 febbraio - Jaqueline de Paula Silvestre, cestista brasiliana
- 17 febbraio - Brett Kern, giocatore di football americano statunitense
- 17 febbraio - Ohad Levita, calciatore israeliano
- 17 febbraio - Joey O'Brien, allenatore di calcio e ex calciatore irlandese
- 17 febbraio - Steven Old, ex calciatore neozelandese
- 17 febbraio - Nathan Roberts, pallavolista australiano
- 17 febbraio - Ricardo Rodríguez, wrestler statunitense
- 17 febbraio - Marko Stanković, ex calciatore austriaco
- 17 febbraio - Mosese Tavutunawailala, rugbista a 15 figiano
- 17 febbraio - Josephine Terlecki, pesista tedesca
- 17 febbraio - Jon Weeks, giocatore di football americano statunitense
- 18 febbraio - Sakura Andō, attrice giapponese
- 18 febbraio - Lorena Busà, karateka italiana
- 18 febbraio - Vika Jigulina, disc jockey e cantante moldava
- 18 febbraio - Andrea Laszlo De Simone, cantautore, polistrumentista e produttore discografico italiano
- 18 febbraio - Anouk Faivre-Picon, fondista francese
- 18 febbraio - Brandon Flowers, ex giocatore di football americano statunitense
- 18 febbraio - Sebastjan Komel, ex calciatore sloveno
- 18 febbraio - Marino da Silva, ex calciatore brasiliano
- 18 febbraio - Alessandra Mastronardi, attrice italiana
- 18 febbraio - Omid Norouzi, lottatore iraniano
- 18 febbraio - Marc Torrejón, ex calciatore spagnolo
- 18 febbraio - Gregory Vargas, cestista venezuelano
- 18 febbraio - Wanderson do Carmo, ex calciatore brasiliano
- 18 febbraio - Kyle Weaver, ex cestista statunitense
- 18 febbraio - Moe Yukimaru, disegnatrice giapponese
- 19 febbraio - Michele Antonutti, ex cestista italiano
- 19 febbraio - Alessandro Cosentini, attore italiano
- 19 febbraio - Sebastián Dubarbier, ex calciatore argentino
- 19 febbraio - Pablo Gallardo, ex calciatore spagnolo
- 19 febbraio - Björn Gustafsson, attore svedese
- 19 febbraio - Linus Klasen, hockeista su ghiaccio svedese
- 19 febbraio - Amber Kuo, cantante e attrice taiwanese
- 19 febbraio - André Luís Leite, calciatore brasiliano
- 19 febbraio - Ophelia Lovibond, attrice britannica
- 19 febbraio - Gabriella Martinelli, cantante, polistrumentista e pittrice italiana
- 19 febbraio - Geofrey Massa, ex calciatore ugandese
- 19 febbraio - Maria Mena, cantautrice norvegese
- 19 febbraio - Fabio Menghi, pilota motociclistico italiano
- 19 febbraio - Luke Nevill, ex cestista australiano
- 19 febbraio - Jayde Nicole, modella canadese
- 19 febbraio - Andreea Orosz, ex cestista rumena
- 19 febbraio - Alessio Orsingher, giornalista e conduttore televisivo italiano
- 19 febbraio - Amadou Sidibé, ex calciatore maliano
- 19 febbraio - Marta Vieira da Silva, calciatrice brasiliana
- 19 febbraio - Uģis Žaļims, bobbista lettone
- 19 febbraio - Disa Östrand, attrice svedese
- 20 febbraio - Rasmus Andresen, politico tedesco
- 20 febbraio - Agnieszka Bednarek, ex pallavolista polacca
- 20 febbraio - Ignacio Canuto, ex calciatore argentino
- 20 febbraio - Salome Clausen, cantante svizzera
- 20 febbraio - Lukáš Diviš, pallavolista slovacco
- 20 febbraio - Danījal Gadžīev, lottatore kazako
- 20 febbraio - Ola Hobber Nilsen, arbitro di calcio norvegese
- 20 febbraio - Ramadan Agab, calciatore sudanese
- 20 febbraio - Kaina Martinez, ex velocista beliziana
- 20 febbraio - Tobias Nilsson, ex calciatore svedese
- 20 febbraio - Nick Plastino, ex hockeista su ghiaccio canadese
- 20 febbraio - Pema Rinchen, calciatore bhutanese
- 20 febbraio - Matthew Rusike, ex calciatore zimbabwese
- 20 febbraio - Marco Salvatore, ex calciatore austriaco
- 20 febbraio - Petr Tomašák, calciatore ceco
- 20 febbraio - Benjamin Totori, calciatore salomonese
- 20 febbraio - Rika Usami, karateka giapponese
- 21 febbraio - Kineke Alexander, velocista sanvincentina
- 21 febbraio - Alex Anderson, ex cestista statunitense
- 21 febbraio - Alara Bozbey, attrice lituana
- 21 febbraio - Charlotte Church, cantautrice, attrice e conduttrice televisiva britannica
- 21 febbraio - Garra Dembélé, ex calciatore francese
- 21 febbraio - Stanley Gumut, ex cestista nigeriano
- 21 febbraio - Ai Kawashima, cantautrice e musicista giapponese
- 21 febbraio - Besik' Lezhava, ex cestista georgiano
- 21 febbraio - Cadence Weapon, rapper canadese
- 21 febbraio - Aleksandr Porsev, ex ciclista su strada russo
- 21 febbraio - Michal Smejkal, ex calciatore ceco
- 21 febbraio - Niklas Thor, ex calciatore svedese
- 22 febbraio - Işıl Alben, cestista turca
- 22 febbraio - Mark Allen, giocatore di snooker britannico
- 22 febbraio - Toshihiro Aoyama, ex calciatore giapponese
- 22 febbraio - Ignacio Boggino, calciatore argentino
- 22 febbraio - Michał Chyliński, cestista polacco
- 22 febbraio - Róbert Feczesin, calciatore ungherese
- 22 febbraio - Josh Helman, attore australiano
- 22 febbraio - Miko Hughes, attore statunitense
- 22 febbraio - David Jackson, cestista statunitense
- 22 febbraio - Ivan Knežević, ex calciatore montenegrino
- 22 febbraio - Abraham Minero, ex calciatore spagnolo
- 22 febbraio - Georgi Kabakov, arbitro di calcio bulgaro
- 22 febbraio - Enzo Pérez, calciatore argentino
- 22 febbraio - Rajon Rondo, ex cestista statunitense
- 22 febbraio - Monika Seps, scacchista svizzera
- 22 febbraio - Sini Sabotage, rapper e disc jockey finlandese
- 22 febbraio - Avinesh Suwamy, calciatore figiano
- 23 febbraio - Dajana Butulija, ex cestista e allenatrice di pallacanestro serba
- 23 febbraio - Serhat Çetin, ex cestista turco
- 23 febbraio - Matt D'Agostini, ex hockeista su ghiaccio canadese
- 23 febbraio - Emerson da Conceição, ex calciatore brasiliano
- 23 febbraio - Alessio Forgione, scrittore italiano
- 23 febbraio - Rahel Frey, pilota automobilistica svizzera
- 23 febbraio - Ronny Garbuschewski, ex calciatore tedesco
- 23 febbraio - Skylar Grey, cantautrice e produttrice discografica statunitense
- 23 febbraio - Eduard Hambardzumyan, pugile armeno
- 23 febbraio - Kazuya Kamenashi, cantante, attore e ballerino giapponese
- 23 febbraio - Julian Khazzouh, ex cestista australiano
- 23 febbraio - Jerod Mayo, ex giocatore di football americano e allenatore di football americano statunitense
- 23 febbraio - Javi Moyano, calciatore spagnolo
- 23 febbraio - Sergeý Ostapenko, ex calciatore kazako
- 23 febbraio - Jackeline Rentería, lottatrice colombiana
- 23 febbraio - Magnum Rolle, ex cestista bahamense
- 23 febbraio - Vera Sesina, ex ginnasta russa
- 23 febbraio - Ola, cantante svedese
- 23 febbraio - Magomed Tušaev, militare russo
- 24 febbraio - Ingūna Butāne, modella lettone
- 24 febbraio - Eleonora C. Caruso, scrittrice italiana
- 24 febbraio - Milcah Cheywa, ex siepista keniota
- 24 febbraio - Didier Crettenand, ex calciatore svizzero
- 24 febbraio - Dimitri Fautrai, calciatore francese
- 24 febbraio - Vladimir Golubović, cestista montenegrino
- 24 febbraio - Gigi Ibrahim, giornalista e blogger egiziana
- 24 febbraio - Aleksandar Ivović, pallanuotista montenegrino
- 24 febbraio - Leandro Souza, ex calciatore brasiliano
- 24 febbraio - Sébastien Rouault, ex nuotatore francese
- 24 febbraio - Thiago Ribeiro, calciatore brasiliano
- 24 febbraio - Francesca Valtorta, attrice italiana
- 24 febbraio - Wojtek Wolski, hockeista su ghiaccio polacco
- 25 febbraio - Justin Berfield, attore e produttore cinematografico statunitense
- 25 febbraio - Nabil Dirar, calciatore marocchino
- 25 febbraio - Jameela Jamil, conduttrice televisiva, attrice e doppiatrice britannica
- 25 febbraio - Matan Ohayon, ex calciatore israeliano
- 25 febbraio - Kaja Paschalska, cantante e attrice polacca
- 25 febbraio - James e Oliver Phelps, attore britannico
- 25 febbraio - Carlos Saleiro, ex calciatore portoghese
- 25 febbraio - Danny Saucedo, cantante svedese
- 25 febbraio - Kike Sola, ex calciatore spagnolo
- 25 febbraio - André Sousa, giocatore di calcio a 5 portoghese
- 25 febbraio - James Starks, giocatore di football americano statunitense
- 25 febbraio - Damián Steinert, ex calciatore argentino
- 25 febbraio - Wan Houliang, ex calciatore cinese
- 25 febbraio - Pat White, ex giocatore di football americano statunitense
- 25 febbraio - Paulo Marcos de Jesus Ribeiro, calciatore brasiliano
- 26 febbraio - Pascal Bieler, ex calciatore tedesco
- 26 febbraio - Grigorij Čirkin, ex calciatore russo
- 26 febbraio - Crystal Kay, cantante giapponese
- 26 febbraio - Ian Gaynair, calciatore beliziano
- 26 febbraio - Tim Jamison, giocatore di football americano statunitense
- 26 febbraio - Hannah Kearney, ex sciatrice freestyle statunitense
- 26 febbraio - Leila Lopes, modella angolana
- 26 febbraio - Jenny Mensing, nuotatrice tedesca
- 26 febbraio - Nacho Monreal, ex calciatore spagnolo
- 26 febbraio - Georg Niedermeier, calciatore tedesco
- 26 febbraio - Teresa Palmer, attrice australiana
- 26 febbraio - Levan Pantsulaia, scacchista georgiano
- 26 febbraio - Guo Shuang, pistard cinese
- 26 febbraio - Vaidas Slavickas, allenatore di calcio e ex calciatore lituano
- 26 febbraio - Sophie Smith, pallanuotista australiana
- 26 febbraio - Elif Ulaş, hockeista su ghiaccio e pattinatrice artistica su ghiaccio turca
- 26 febbraio - Astrid van der Veen, cantante olandese
- 27 febbraio - Pablo Alvarado, calciatore argentino
- 27 febbraio - Nicky Anosike, ex cestista statunitense
- 27 febbraio - Birhanu Bogale, calciatore etiope
- 27 febbraio - Folarin Campbell, ex cestista statunitense
- 27 febbraio - Kyle Bobby Dunn, compositore canadese
- 27 febbraio - Luis Miguel Escalada, ex calciatore argentino
- 27 febbraio - JWoww, personaggio televisivo statunitense
- 27 febbraio - Daniel Gibson, rapper e ex cestista statunitense
- 27 febbraio - Arnbjørn Hansen, calciatore faroese
- 27 febbraio - Piotr Ianulov, lottatore moldavo
- 27 febbraio - Dragan Jelič, ex calciatore sloveno
- 27 febbraio - Jonathan Cícero Moreira, ex calciatore brasiliano
- 27 febbraio - Michel Mulder, pattinatore di velocità su ghiaccio olandese
- 27 febbraio - Ronald Mulder, pattinatore di velocità su ghiaccio olandese
- 27 febbraio - Felipe Perrone, pallanuotista brasiliano
- 27 febbraio - Sarah Roy, ciclista su strada australiana
- 28 febbraio - Ian Borg, politico maltese
- 28 febbraio - Melanie Chandra, attrice statunitense
- 28 febbraio - Andrea De Rosa, attore e drammaturgo italiano
- 28 febbraio - Claire Feuerstein, ex tennista francese
- 28 febbraio - Jajá, ex calciatore brasiliano
- 28 febbraio - Kim Martin, hockeista su ghiaccio svedese
- 28 febbraio - Guy N'dy Assembé, ex calciatore camerunese
- 28 febbraio - Ni Hong, schermitrice cinese
- 28 febbraio - Thomas Nyrienda, calciatore zambiano
- 28 febbraio - Harrison Otálvaro, ex calciatore colombiano
- 28 febbraio - Olivia Palermo, attrice e modella statunitense
- 28 febbraio - Grenddy Perozo, ex calciatore venezuelano
- 28 febbraio - Yūko Sanpei, attrice e doppiatrice giapponese
- 28 febbraio - Travis Stevens, judoka statunitense
- 28 febbraio - Īlias Vattīs, ex calciatore cipriota